# Киевската Мадона
Киевската Мадона (на украински: Київська Мадонна) е символичен образ на жена, кърмеща дете, която се е скрила в киевското метро, за да се предпази от нападение по време на бомбардировката на украинската столица Киев през 2022 г. от въоръжените сили на Руската федерация по време на пълномащабното Руско нападение над Украйна.
Снимката, направена от журналиста Андраш Фелдеш, придобива популярност в интернет, ставайки символ на хуманитарната криза и на несправедливата война. Снимката става вдъхновение за изографисването на икона, поставена в католическа църква в Муняно ди Наполи, Италия, която се превръща в артистичен символ на съпротивата и надеждата  .

## История
В първите дни на пълномащабното Руско нападение 27-годишната Тетяна Близняк, кърмеща тримесечната си дъщеря Маричка, се крие в тунел на киевското метро, за да се предпази от нападение по време на бомбардировката на Киев от въоръжените сили на Руската федерация. Близняк се укрива в метрото, заедно със съпруга и детето си, от 25 февруари 2022 година. Въпреки че трябва да бъдат евакуирани на 26 февруари, те не успяват да излязат от тунела поради военни действия. Ситуацията привлича вниманието на унгарския журналист Андраш Фелдес, който спонтанно я заснена.
Снимката добива особена популярност, включително бива публикувана на официалния сайт на Ватикана. Украинската художничка Марина Соломенникова от Днипро е впечатлена от снимката и използва емблематичния образ на Близняк като вдъхновение за своя портрет на Богородица, кърмеща Младенеца. Соломенникова използва традиционна украинска женска прическа в картината като воал за Богородица, а на заден план е изобразена карта на киевското метро. Картината е публикувана в интернет на 5 март 2022 г. от художничката под името „Мадона от метрото“.
По искане на свещеника Вячеслав Окун, копие от портрета „Мадона от метрото“ е изпратено в Италия за съхранение в храма, където свещеникът служи. На Велики четвъртък архиепископът на Неапол освещава картината като обект на поклонение. Иконата е изложена в църквата „Свещеното сърце на Иисус“ в община Муняно ди Наполи, Италия, под названието „Киевската Мадона“.
По-късно Тетяна Близняк и семейството ѝ намират убежище в Лвов.

## Значимост
Изображението се превръща както в илюстрация на хуманитарната криза и несправедливата война, така и в символ на надеждата и съпротивата на украинския народ. Конотациите са подобни на тези, свързани с портрета на майката на Иисус от Назарет, която се крие от опасността, на която семейството е подложено от Ирод Велики.
Символична връзка съществува и с иконата Богородица Владимирска, забележителна със своята роля в украинската история и национална идентичност. По време на съветската епоха иконата е използвана като символ на украинския национализъм и съпротива срещу съветската власт. Днес иконата се счита символ на украинската идентичност и културно наследство.